# Nahuja
Nahuja (catalansk: Naüja) er en by og kommune i departementet Pyrénées-Orientales i Sydfrankrig.

## Geografi
Nahuja ligger i Pyrenæerne i landskabet Cerdagne 100 km vest for Perpignan. Nærmeste byer er mod sydvest Palau-de-Cerdagne (3 km) og Osséja (3 km) og mod nordøst Sainte-Léocadie (5 km). Mod vest er der kun 6 km til den spanske by Puigcerdà.

## Historie
Nahuja nævnes første gang som Anaugia i et dokument dateret 839. Dokumentet kan dog være senere end angivet. Kirken stammer fra det 11. århundrede, men blev ombygget i 1757.

## Demografi

### Udvikling i folketal
| 1962                                                              | 1968 | 1975 | 1982 | 1990 | 1999 | 2007 | 2015 | 2017 |
| ----------------------------------------------------------------- | ---- | ---- | ---- | ---- | ---- | ---- | ---- | ---- |
| 64                                                                | 48   | 37   | 45   | 43   | 63   | 69   | 76   | 76   |
| Tal fra og med 1962 er uden dobbelttælling (sans doubles comptes) |      |      |      |      |      |      |      |      |